# IC 813
IC 813 је спирална галаксија у сазвјежђу Береникина коса која се налази на листи објеката дубоког неба у Индекс каталогу.
Деклинација објекта је + 23° 2' 9" а ректасцензија 12h 45m 11,8s. Привидна величина (магнитуда) објекта IC 813 износи 13,6 а фотографска магнитуда 14,4. IC 813 је још познат и под ознакама UGC 7928, MCG 4-30-19, CGCG 129-22, PGC 42981.